# آپولونیا سنموتیس
آپولونیا سنموتیس (انگلیسی: Apollonia Senmothis) که نام خانوادگی‌اش در برخی منابع سنمونتیس نوشته شده، زن بازرگان یونانی-مصری بود.

## زندگی
او دختر افسر سواره‌نظام «بطلمیوس پامنوس» بود و در سال ۱۵۰ پیش از میلاد در سن بیست‌سالگی با دری‌تون، افسر سواره‌نظامی از کرت ازدواج کرد. او پنج دختر داشت. پدر و همسرش هر دو تباری یونانی داشتند و در خدمت دودمان بطلمیوسی بودند، اما پدرش و خانواده‌اش از نظر فرهنگی مصری بودند، و آپولونیا نیز با تربیت مصری بزرگ شده بود. او در محافل خصوصی از نام مصری‌اش استفاده می‌کرد، و در محافل عمومی با نام یونانی‌اش شناخته می‌شد. او در جبلین زندگی می‌کرد.
آپولونیا سنموتیس به بازرگانی موفق و برجسته در عرصه اقتصادی تبدیل شد. او در تجارت گندم، جو و اسپلت  سرمایه‌گذاری می‌کرد و در فعالیت‌های بانکی نیز مشارکت داشت. تفاوت قابل‌توجهی در اسناد و قراردادهایی که با مصری‌ها تنظیم می‌کرد در مقایسه با آن‌هایی که نزد دفترخانه‌های یونانی می‌بست دیده می‌شود: به‌عنوان یک زن مصری، او از نظر قانونی با مردان برابر بود و اسناد خود را بدون نیاز به دخالت شوهرش امضا می‌کرد؛ اما به‌عنوان یک زن یونانی، از نظر حقوقی تحت قیمومیت شوهرش قرار داشت و قراردادهایش باید با حضور شاهدی از سوی شوهرش انجام می‌شد، هرچند به نظر می‌رسد این موضوع بیشتر جنبه تشریفاتی داشته است.
آپولونیا سنموتیس مجموعه‌ای از اسناد و معاملات بازرگانی خود از سال ۱۴۵ تا ۱۲۶ پیش از میلاد را در «بایگانی دری‌تون و آپولونیا» به‌جا گذاشته است که به‌عنوان منبعی ارزشمند برای پژوهش‌های تاریخی شناخته می‌شود.